# IMI Micro Uzi
Микро-Узи — израильский малогабаритный пистолет-пулемёт, дальнейшая модернизация Uzi (после Мини-Узи). Аббревиатура «IMI» означает «Israel Military Industries» — фирму, его разработавшую и изначально производящую (но затем поглощённую «Israel Weapon Industries»). Обозначение «Micro-» даётся для отличия от IMI Mini Uzi, выпущенного ранее, само же слово Uzi произошло от имени его конструктора Узиэля Галя, хотя сам Галь в разработке модификаций своего изобретения участия не принимал.

## История появления
По мере развития идей в области разработки и производства малогабаритных пистолетов-пулемётов оружейные компании различных стран представляли всё новые варианты подобного оружия. В 1976 году в израильском концерне ТААС возникла идея создания более компактного варианта пистолета-пулемёта, чем имевшийся на тот момент Uzi, как ответ на американские MAC-10/MAC-11, чехословацкий Šcorpion, итальянский автоматический пистолет Beretta 93R и ряд других разработок. Для сокращения времени разработки за основу был взят всё тот же активно эксплуатируемый Uzi. Результатом его уменьшения стала новая версия пистолета-пулемёта, получившая название IMI Mini Uzi и запущенная в серийное производство в 1982 году. Сам Галь по причине переезда в США в 1976 году участие в разработке модификаций своего изобретения не принимал. Одним из конструкторов IMI Mini Uzi стал Исраэль Галили, конкурент Галя и конструктор штурмовой винтовки «Галиль», работавший в то время на Israel Military Indutries.
В 1984 году появилась ещё более компактная версия — Узи-пистолет, длина которого была укорочена до 250 мм (с 360 мм у Мини-Узи). Данная версия имела ряд ограничений: в частности, она могла вести только одиночный огонь и не имела приклада. Несмотря на то, что эта модель предназначалась для коммерческой продажи и служб, не имеющих права на владение и пользование автоматическим оружием, она привлекла внимание и военных, после чего на базе Узи-пистолета началось создание военных образцов. В 1985 году был создан вариант Узи-пистолета с прикладом, однако эта версия получила малое распространение. В том же году была завершена разработка автоматического Микро-Узи, который мог применяться с глушителем и слегка удлинённым стволом, имеющим компенсатор. Данная модель изначально предназначалась для высших офицеров и экипажей боевых вертолетов. В дальнейшем было выпущено еще несколько вариантов Микро-Узи, на которые, в том числе, можно было устанавливать различные оптические и коллиматорные, а также ночные прицелы.

## Конструкция
По характеристике близок к автоматическим пистолетам, хотя и построен по схеме пистолета-пулемёта. Из-за этого некоторыми источниками автоматическим пистолетом и считается. Сокращает длину за счёт набегаемого на ствол в крайнем переднем положении затвора. Как правило, имеет прикрепляемый сзади складываемый вбок приклад в виде Т-образного металлического упора (при складывании в сторону до упора становится дополнительной передней рукоятью, причём в этой модели может использоваться и более длинный приклад от Мини-Узи — приклады обеих моделей взаимозаменяемы), хотя приклад может и отсутствовать, а также автоматический предохранитель позади пистолетной рукояти, выключаемом при её обхвате. Форма спусковой скобы может быть разной — например, может присутствовать угол, направленный в сторону полёта пули параллельно стволу, и это не зависит от модификации. Между ней и автоматическим предохранителем слева находится переводчик огня (с буквами A и R, причём в варианте Узи-пистолета вместо R стоит F — по-английски «fire» — огонь — а A отсутствует — первое означает «automatic» — соответственно непрерывный и одиночный огонь), совмещённый с неавтоматическим предохранителем (для которого есть положение, отмеченное буквой S — по-английски «safe» — «предохранение»). Ствольная коробка изготовляется штамповкой. Окно выбрасывателя стреляных гильз имеет большие размеры, из-за чего рукоять взведения затвора на Микро-Узи может устанавливаться лишь сверху или слева (на оригинальном ПП она стоит сверху, что вызывает некоторые неудобства в его эксплуатации, описанные ниже). Экстракция гильз через окно выбрасывателя — только в правую сторону. При стрельбе рукоять взведения не движется. Подходит для применения глушителя, устанавливаемого в нарезы муфты вместо неё, для чего та вынимается. У дульного среза ствола сделано два поперечных паза, выполняющих роль дульного компенсатора и призванные уменьшать подкидывание при стрельбе ствола вверх. Однако есть варианты и с несколько меньшей длиной ствола, компенсатор на которых отсутствует.

### Магазины
У всех коробчатых магазинов стандартной модели Микро-Узи есть определённое сходство — они имеют две ложбинки с каждой стороны и отверстия для визуального контроля количества оставшихся патронов (по пять начиная с десяти, то есть есть отверстия для 10, 15, 20 и так далее патронов) и цифра максимального их количества с одной, одинаковую схему вытаскивания из пистолетной рукояти (при которой нужно нажать на кнопку в самом её низу), возможность скрепления магазинов перпендикулярно по двое специальной скобой с невозможностью открытия огня из второго без снимания скобы при опустошении первого, они прямые, могут быть использованы во всех стандартных моделях, находятся в пистолетной рукояти, и их губки прокалены и выдерживают большой температурный диапазон. Остальные же характеристики зависят от используемого калибра, каковым может является либо .22 Long Rifle, либо 9×19 мм Парабеллум, либо 9×21 мм IMI, либо .45 ACP. В первом случае есть магазин ёмкостью на 20 патронов, во втором случае — на 20, 25, 30, 32, 40 и 50 патронов, а также барабанные на 72 и 100 в варианте Beta C-Mag, в четвёртом — лишь на 16. Магазины первого вида отличаются друг от друга длиной (все они выпирают за пределы рукояти, но в разной степени), барабанный же ложбинок для вынимания не имеет. Однако использование магазинов ёмкостью более 32 патронов (при калибре 9×19 мм Парабеллум) приводит к нарушению центровки.

### Стволы
Все стволы стандартных моделей также взаимозаменяемы (рассматриваются стволы только калибра 9×19 мм Парабеллум). Стандартный ствол этой модели — 134-миллиметровый, и этот ствол имеет дульный компенсатор. Есть также ствол длиной 117 миллиметров, не имеющий компенсатора, применяемый в Узи-пистолете. Есть и ствол от Мини-Узи длиной 197 миллиметров. Полноразмерная же модель употребляла 259-мм ствол. Все они подходят для применения глушителя при использовании на своих моделях — стволы свыше 134 мм на Микро-Узи для глушителя не походят, хотя подходят для Мини-Узи и полноразмерного ПП. Также есть длинный ствол — длиной 410 мм, с помощью которого можно превратить пистолет-пулемёт или Узи-пистолет в автоматический или самозарядный соответственно карабин (правда, в отличие от полноразмерной модели, стрельба из такого варианта очень неудобна — без прокладок на ствол и изменения неудобного центра тяжести его использование чревато ожогами руки, держащийся за ствол, а также к этой модели нельзя будет подсоединить глушитель, поскольку он навинчивается на нарезы муфты, которая в этом случае будет находиться дальше размеров глушителя. Кроме того, у этой модели с точки зрения данного ствола неудобный приклад — слишком лёгкий и подвижный — из-за чего стрельба «с рук» будет менее точной, чем со стандартным стволом). Иными словами, есть стволы длиной 117, 134, 197, 259 и 410 мм. Таким образом, пистолет-пулемёт можно путём использования модификации Узи-Про со стволом длиной 410 мм, добавлением деревянного приклада, оптического прицела и накладок на ствол превратить в своеобразную автоматическую снайперскую винтовку под пистолетный патрон. Любопытно, что даже такие доработки плюс те, что не позволят без наличия соответствующих деталей стрелять автоматическим огнём, всё равно не позволяют оружию быть гражданским России, хотя оно ещё может являться таковым в США — согласно шестой статье федерального закона «Об оружии» от 13 декабря 1996 года, 
«На территории Российской Федерации запрещаются:
1) Оборот в качестве гражданского и служебного оружия:
огнестрельного длинноствольного оружия с ёмкостью магазина (барабана) более 10 патронов, за исключением спортивного оружия, имеющего длину ствола или длину ствола со ствольной коробкой менее 500 мм и общую длину оружия менее 800 мм, а также имеющую конструкцию, которая позволяет сделать его длину менее 800 мм и при этом не теряется возможность производства выстрела<...>».
 Иными словами, данное оружие будет иметь для этого недостаточную длину ствола и слишком большую ёмкость магазина (минимум 20 патронов), что при сколь угодно длинном прикладе без удлинения ствола и серьёзной переделки рукояти и магазина, не позволяющих использовать стандартные магазины, не позволит иметь это оружие гражданским лицам.

### Патроны
IMI Micro Uzi может использовать следующие типы патронов:

При калибре 9×19 мм Парабеллум:
- РГ057 с пулей повышенной пробиваемости (индекс ГРАУ — 7Н21[11]);
- с бронебойной пулей (индекс ГРАУ — 7Н31[11]);

При калибре 9×21 мм IMI:
- с обыкновенной оболочечной пулей[12];
- со свинцовой безоболочечной и покрытой особым лаком пулей[12];
- с пулей THV (Tres Haute Vitesse, полая пуля с полостью внутри и головной частью особой формы[12]);

При калибре .45 ACP:
- с обычной тупоконечной пулей[12];
- с пулей с плоской головкой[12];
- с пулей THV[12];
- с пулей «Arkan» (безоболочечная из медного сплава[12]).

## Отличия отIMI Mini Uzi
- Отсутствие цевья (поскольку ПП рассчитан на стрельбу или с одной руки, или со стрельбы с двух рук на рукояти);
- Меньшие габариты и вес (1,95 кг без магазина у Микро-Узи против 2,75 у Мини-Узи).
- Меньший угол между пистолетной рукоятью и задней частью (примерно 75 градусов у Микро-Узи против 90 у Мини-Узи).
- Значительно упрощённая и облегчённая рукоятка взведения на затворе, имеющая прорезь для прицеливания, пониженная из-за этого прицельная линия.
- Укороченный и несколько упрощённый складной приклад (из-за меньшей длины).

## Достоинства
- Малые габариты (460 мм с разложенным прикладом против 640 у Узи) и масса (1,95 кг без патронов против 3,6 у Узи) оружия[13].
- Возможность применения одиночного огня, важная при столь высоком темпе стрельбы из этого оружия[13].
- Стрельба с закрытого затвора позволяет добиваться большей точности ведения огня одиночными выстрелами (полноразмерный же Узи вёл огонь с открытого), что немаловажно при завышенной скорострельности данного пистолета-пулемёта[1].
- Удобен для стрельбы с двух рук при одном оружии в каждой руке (так называемой «стрельбе по-македонски») из-за маленького для ПП веса[13].
- Схема сборки-разборки (как неполной, при которой отделяются стержень, соединяющий верхнюю и нижнюю части ствольной коробки, нижняя и верхняя часть коробки, затвор, рукоять взведения затвора, ствол, муфта ствола и магазин, так и полной, результат которой показан на иллюстрации) очень простая, и может быть и в полевых условиях выполнена лишь при наличии авторучки для выбивания из гнезда вышеупомянутого стержня[6]
- Пистолет-пулемёт прост конструктивно — при полной разборке (включая магазин) он разделяется всего лишь на шестьдесят три детали.
- Некоторые детали взаимозаменяемы с аналогичными деталями Uzi и IMI Mini Uzi (например, откидные приклады Мини- и Микро-Узи, стволы и магазины всех моделей), что значительно упрощает ремонт оружия[1].
- Большие возможности для тюнинга — на Узи-Про, например, можно установить одновременно коллиматорный прицел (или какой-либо другой), тактический фонарь, барабанный магазин на 72 патрона и глушитель либо 410-мм ствол[1].
- Пистолет-пулемёт исключительно безопасен. Случайное падение, хотя и может повредить внешние пластиковые детали и прицел, не способно произвести случайный выстрел из-за наличия автоматического предохранителя. Иными словами, случайный выстрел из Микро-Узи при его ношении полностью исключён — для произведения выстрела пистолетную рукоять необходимо крепко сжать в руке. При этом этот предохранитель работает вне зависимости от позиции неавтоматического предохранителя, совмещённого с переводчиком, и наличия патрона в патроннике[1].
- Упрощение тренировки армии, заключающееся в освоении за один раз всех трёх моделей и их модификаций. Солдат, освоивший стрельбу из Микро-Узи, без всяких учений сможет стрелять и из Мини-Узи. Что же касается полноразмерной модели, то единственная трудность, с которой столкнётся солдат — иной приклад и автоматный вес[13].

## Недостатки
- Крайне высокая скорострельность (1250 выстрелов в минуту) из-за простой конструкции оружия (характерный для пистолетов-пулемётов простой конструкции недостаток), как следствие — перерасход боеприпасов и сильная отдача, беспокоящая стрелка и снижающая вероятность попадания и дальность полёта пуль — простой расчёт ({\displaystyle 1250:60=20,8(3)}) показывает, что стандартный магазин на двадцать патронов такая модель расстреливает менее чем за секунду, повышенной ёмкости на тридцать два — приблизительно за полторы (несмотря на то, что в затвор вложен вольфрамовый вкладыш, утяжеляющий его и слегка снижающий скорострельность, хотя она и после этого остаётся очень высокой[1]. Впрочем, идея использовать вкладыши из тяжёлых металлов в затвор для понижения скорострельности отнюдь не была в этом образце новой — в частности, пистолет-пулемёт Томпсона, чьё производство началось в начале 1920-х годов, использовал в затворе Блиша бронзовый вкладыш в форме буквы «H»). Ещё хуже то, что, в отличие от других компактных пистолетов-пулемётов типа HK MP5K, на нём отсутствует положение рычажка с отсечкой очереди по три-пять патронов, что также приводит к чрезмерному расходу патронов. Из-за этих недостатков предпочтительнее стрелять одиночными выстрелами с упором приклада в плечо, тем более что благодаря стрельбе с закрытого затвора такая стрельба получается относительно точной.
- Меньшая (из-за сравнительно короткого ствола) начальная скорость пули, и, соответственно, меньшая убойная сила и дальность полёта пуль (30 метров у Микро-Узи против 200 у полноразмерного)[13].
- Невозможность установки любых прицелов, кроме стандартного диоптрического из-за наличия рукояти взведения сверху ствольной коробки. Решена в модификациях, перемещающих её налево (в таких, как Узи-Про)[1].
- Нарушение центровки в случае использования магазинов большей ёмкости, чем на 32 патрона, из-за их веса, описанное выше. Как следствие — плохая кучность стрельбы, большой разброс пуль, меньшая прицельная дальность и вероятность попадания по цели[8].

## Варианты
- Узи-пистолет[1] — самозарядный вариант Микро-Узи, появившийся за год до оригинала (фактически автоматический вариант является модификацией самозарядного, а не наоборот). Создан чуть ранее автоматического варианта для служб, в которых применение автоматического оружия запрещено законом, а также как гражданское оружие (законодательство же по крайней мере большинства стран запрещает наличие в гражданском оружии автоматического огня). Лишена переводчика огня и приклада вместе с креплением для него (хотя имеются и малораспространённая версия с прикладом), а также немного укорочен ствол и удалён дульный компенсатор, но присутствуют оба предохранителя (неавтоматический, на ствольной коробке, и автоматический, на рукояти). Благодаря этому стало возможным сделать скорострельность ещё ниже, причём намного. Имеет большой для пистолета вес (пистолет Люгера под тот же калибр имел без патронов вес в 880 граммов против 1950 у Узи-пистолета) из-за стенок ствольной коробки, которые вдвое толще необходимого минимума, но тот же вес позволяет гасить вибрации ствола при стрельбе и уменьшать отдачу. Есть и сугубо гражданские варианты, выпускаемые фирмой Walther с начала 2012 года под концерном IWI, под малокалиберный патрон кольцевого воспламенения .22 Long Rifle, которые внешне отличаются наличием на левой стороне ствольной коробке позади ствола клейма «IWI» и рельсового интерфейса для крепления позади ствола передней пистолетной рукояти[3]. Также, согласно Жуку, есть и модификации под патрон 9×21 мм IMI, представляющий собой патрон 9×19 мм Парабеллум с удлинённой на два миллиметра гильзой, предназначенный для обхода законов некоторых европейских стран, запрещающим своим гражданам иметь оружие под армейские патроны[п 3]. Модификация практически полностью взаимозаменяема с пистолетом-пулемётом, возможна переделка под автоматический огонь путём замены переводчика огня и добавления соответствующих деталей, управляющих УСМ. Считается самозарядным пистолетом, хотя, как и автоматический вариант, построен по схеме пистолета-пулемёта. С правой стороны имеет клеймо (рассматриваются клейма модели производства IWI калибра 9 мм) «ACTION ARMS LTD Phila Pa IMI-ISRAEL», с левой — «UZI PISTOL 9mm Para UP (номер образца)», на затворе — «ALTERATIONS TO THIS FIREARM ARE UNSAFE AND ILLEGAL READ MANUAL BEFORE OPERATION[6]». Первое — клеймо производства, второе — характеристика собственно модели, третье же предупреждает, что «Переделка этого оружия небезопасна и незаконна, читать руководство перед переделкой» — разумеется, имеется в виду переделки вроде усовершенствования УСМ и добавления автоматического огня, а не замена ствола на длинный, магазина на магазин большей ёмкости и так далее.
- Узи-Про (другое название — «тактический Узи»)[1] — модификация, в которой рукоять взвода затвора была перемещена налево, а сверху была поставлена планка Пикатинни.
- Узи-Пара — имеет изменённую ствольную коробку, в результате чего ПП может использовать только магазины от пистолетов Glock, имеющих калибр 9×19 мм Парабеллум — моделей 17, 17C, 17L, 18, 18C, 19, 19C, 26 и 34, имеющих ёмкость не менее 20 патронов. Магазин от этих пистолетов вмещает 33 патрона (магазины меньшей ёмкости слишком малы, чтобы использоваться в данной модели, хотя и имеются — на 10, 12, 15, 17 и 19 патронов), а двухбарабанный магазин Beta C-Mag — 100, хотя, как сказано выше, для Микро-Узи противопоказаны магазины ёмкостью свыше 32 патрона во избежание ухудшения качеств стрельбы. С другой стороны, пистолетами «Glock» вооружены многие спецподразделения, и такая унификация позволяет им использовать автоматическое оружие с магазинами от широко используемых пистолетов, не приобретая труднополучаемую лицензию на автоматические пистолеты Glock 18 или Glock 18C[1][п 4]. Кроме того, слегка отогнутая назад пистолетная рукоять гораздо удобнее, чем строго перпендикулярная ствольной коробке, следовательно, стрелку будет удобнее использовать ПП в таком случае.

## Эксплуатация
Производится по лицензии в Израиле, Сингапуре и США, не считая кустарного и полукустарного производства. Малокалиберные варианты также производятся в Германии. Принята на вооружение в Израиле и США, для последней страны существует вариант для экспорта из Израиля под патрон .45 ACP, имеющий большее останавливающее действие, чем патрон парабеллума, но меньшую вероятность попадания по цели из-за большей отдачи. По большей части эксплуатируется в Израиле, наибольшую популярность имеет в спецназе и флоте различных стран. Именно эта модель вытеснила из широкого употребления в самих США американские модели Ingram MAC-10 и MAC-11 — дальность огня и кучность автоматической стрельбы последних при одинаковом калибре проигрывали Микро-Узи, несмотря на большую скорострельность, меньшее количество деталей, простоту устройства, больший выбор калибров и меньшую цену. При стрельбе же одиночными Узи-пистолет значительно точнее, чем Colbray M11/9 (модификация MAC-10, созданная для стрельбы исключительно одиночными выстрелами), из-за стрельбы с закрытого затвора.

### Компании-производители
- Германия — Walther[3]
- Израиль — Israel Weapon Industries[8]

### Страны-эксплуатанты
- Германия[3]
- Израиль[8]
- Индия[14]
- Сингапур[8]
- США[8]

### Военные подразделения, использующие данное оружие
- Армия обороны Израиля (помимо автоматического варианта, также и вариант Узи-пистолета с прикладом[1])
- Дувдеван[15]
- Подразделение 669[16]
- Шайетет 13[17]
- MARCOS[англ.][18]
- NSG[14]

## Сравнение с другими компактными пистолетами-пулемётами
В данной таблице сравниваются наиболее распространённые компактные пистолеты-пулемёты, состоящие на вооружении в настоящее время. Сравниваются лишь версии, имеющие возможность автоматического огня и те, которые в своей серии наиболее компактные (то есть, HK MP5 в данной таблице не рассматривается, в отличие от HK MP5K). Также здесь не учитываются производственно самозарядные образцы, но более известные в автоматическом варианте в результате кустарной переделки, вроде Intratec TEC-DC9 и автоматические пистолеты вроде Beretta 93R. Отсортировано по дате появления.
| Оружие          | Фотография | Страна   | Дата появления                    | Патрон             | Длина (если есть возможность, со сложенным прикладом в боевом положении) | Вес                                        | Питание патронами                                                          |
| --------------- | ---------- | -------- | --------------------------------- | ------------------ | ------------------------------------------------------------------------ | ------------------------------------------ | -------------------------------------------------------------------------- |
| Škorpion vz. 61 |            | Чехия    | 1961 год                          | 7,65×17 мм         | 269 мм                                                                   | 1,59 кг (без магазина)                     | коробчатый магазин на 10 и 20 патронов                                     |
| PM-63 RAK       |            | Польша   | 1965 год                          | 9×18 мм ПМ         | 330 мм                                                                   | 1,6 кг (без патронов)                      | коробчатый магазин на 15 и 25 патронов                                     |
| MAC-11          |            | США      | 1972 год                          | 9×17 мм            | 248 мм                                                                   | 1,59 кг (без магазина)                     | коробчатый магазин на 16 патронов                                          |
| HK MP5K         |            | Германия | 1976 год                          | 9×19 мм Парабеллум | 325 мм                                                                   | 2 кг (без магазина)                        | коробчатый магазин на 15 и 30 патронов                                     |
| IMI Micro Uzi   |            | Израиль  | 1985 год (автоматический вариант) | 9×19 мм Парабеллум | 250 мм                                                                   | 1,95 кг (без магазина)                     | коробчатый магазин на 20, 25, 32, 40 и 50 патронов, барабанный на 72 и 100 |
| ПП-91           |            | Россия   | 1990-е                            | 9×18 мм ПМ         | 305 мм                                                                   | 1,41 кг (без магазина), 1,82 (с патронами) | коробчатый магазин на 20 и 30 патронов                                     |
| Steyr TMP       |            | Австрия  | 1992 год                          | 9×19 мм Парабеллум | 325 мм                                                                   | 1,065 кг                                   | коробчатый магазин на 15 и 30 патронов                                     |
| АЕК-919К        |            | Россия   | 1990-е                            | 9×18 мм ПМ         | 325 мм                                                                   | 1,65 кг                                    | коробчатый магазин на 20 и 30 патронов                                     |

Из этой таблицы выходит, что наиболее компактный и лёгкий в данной таблице ПП — MAC-11, но он обладает целым рядом недостатков, не присутствующих у Микро-Узи — возможностью ведения только автоматического огня, слабым патроном и ещё меньшей, чем у Микро-Узи, прицельной дальностью. Самый вместительный — именно IMI Micro Uzi, так как для него есть магазин на 100 патронов. Он же обладает несколько бо́льшим калибром по сравнению с MAC-11. При этом указанные ПП, в большинстве случаев, сокращают длину из-за затвора, набегающего в переднем положении на ствол, и магазина в пистолетной рукояти.

## Галерея
- Узи-пистолет без магазина со 117-мм стволом
- Узи-пистолет с магазином на 20 патронов и ещё 19 патронами вне магазина, ствол 117-мм
- Автоматический вариант с магазином на 20 патронов и 117-мм стволом
- Автоматический вариант с глушителем, магазином на 32 патрона и 117-мм стволом
- Пехотинец Аргентины с автоматическим вариантом с прикладом, с магазином на 32 патрона и 134-мм стволом

### Комментарии
1. ↑  В частности, по малым габаритам и массе, крайне высокой скорострельности, сочетаемой с возможностью ведения одиночного огня, а также набегающим на ствол затвором, характерным для подавляющего большинства самозарядных и автоматических пистолетов, начиная с Browning M1900.
2. ↑  Имеет не затвор-кожух, а свободный затвор, обладает нехарактерным для пистолетов дульным компенсатором, роль которого выполняют специальные пазы, затвор во время стрельбы закрывает ствол, а не открывает его (имеется в виду тело затвора, а не его неподвижная во время стрельбы рукоять), тяжелее подавляющего большинства пистолетов, за исключением пистолетов под мощные патроны, такие, как Desert Eagle (однако данные примечания применимы лишь к пистолетам с затвором-кожухом).
3. ↑  Он же приводит и другие примеры оружия под данный патрон  — Beretta 92FS (Beretta M9, причём из-за калибра получил обозначение Beretta 98FS), Walther P88, SIG-Sauer P226, Cz75, Tanfoglio TA-90 (сс. 542 — 543, последний пистолет — итальянского происхождения), Bernardelli model P One (с. 431), Tanfoglio GT-21 Combat, его укороченную модификацию Tanfoglio GT-21 Baby (с. 433, все три пистолета — также итальянского происхождения), STI Interntional 2011 (на базе M1911, с. 469).
4. ↑  Лицензию на автоматический пистолет получить всегда труднее, чем на практически любой ПП, из-за использования этого вида оружия в таких подразделениях, как в спецназе, а также законодательства, по которому автоматические пистолеты не являются гражданским оружием во всех странах мира.

### Использованная литература и источники
1. 1 2 3 4 5 6 7 8 9 10 11 12 13 14 15 16 17  Модификации Узи Архивировано 30 марта 2013 года.
2. ↑  Официальный сайт Uzi (англ.). Архивировано из оригинала 25 мая 2013 года.
3. 1 2 3 4 5 6 7  Официальный сайт Walther. Дата обращения: 15 июня 2013. Архивировано из оригинала 4 марта 2016 года.
4. 1 2  Волковский Н.Л. Силы специальных операций: история, применение, вооружение, оснащение. — СПб.: Полигон, 1996. — С. 367. — ISBN 5-89173-003-0.
5. 1 2 3 4  Пистолеты-пулемёты послевоенной эпохи Архивировано 4 июля 2012 года.
6. 1 2 3 4 5 6  Узи в телепередаче «Арсенал» на [[YouTube]] (укр.).
7. 1 2  Официальный сайт производителя Beta C-Mag (англ.). Архивировано из оригинала 20 июня 2013 года.
8. 1 2 3 4 5 6 7  
Кудишин И.В. Пистолеты-пулемёты. — Москва: АСТ, 2001. — С. 96. — ISBN 5-17-005546-3.
9. ↑  Официальный сайт Israel Weapon Indusries (англ.). Архивировано из оригинала 13 июня 2013 года.
10. ↑  Текст федерального закона «Об оружии». Дата обращения: 14 июня 2013. Архивировано 7 июня 2013 года.
11. 1 2  Индекс ГРАУ Архивировано 29 октября 2012 года.
12. 1 2 3 4 5 6 7  Жук А. Б. Энциклопедия стрелкового оружия. — М.: Воениздат, 1998. — ISBN 5-203-01849-9., с. 541
13. 1 2 3 4 5  Жук А. Б. Энциклопедия стрелкового оружия. — М.: Воениздат, 1998. — ISBN 5-203-01849-9., с. 700
14. 1 2  Журнал «[[Братишка]]» за 08.2006. Дата обращения: 28 мая 2013. Архивировано из оригинала 3 июля 2013 года.
15. ↑  Журнал «[[Братишка]]» за 11.2012. Дата обращения: 28 мая 2013. Архивировано из оригинала 3 марта 2013 года.
16. ↑  Crawford S. Twenty First Century Small Arms: The World's Great Infantry Weapons. — Zenith Imprint, 2003. — С. 96. — ISBN 0760315035.
17. ↑  Журнал «[[Братишка]]» за 1.2006. Дата обращения: 28 мая 2013. Архивировано из оригинала 12 мая 2014 года.
18. ↑  Журнал «[[Братишка]]» за 11.2004. Дата обращения: 23 июля 2013. Архивировано из оригинала 4 марта 2016 года.
19. 1 2  Жук А. Б. Энциклопедия стрелкового оружия. — М.: Воениздат, 1998. — ISBN 5-203-01849-9., с 703
20. 1 2  Жук А. Б. Энциклопедия стрелкового оружия. — М.: Воениздат, 1998. — ISBN 5-203-01849-9., с. 702
21. ↑  Жук А. Б. Энциклопедия стрелкового оружия. — М.: Воениздат, 1998. — ISBN 5-203-01849-9., с. 699
22. ↑  Жук А. Б. Энциклопедия стрелкового оружия. — М.: Воениздат, 1998. — ISBN 5-203-01849-9., с. 524
23. ↑  Жук А. Б. Энциклопедия стрелкового оружия. — М.: Воениздат, 1998. — ISBN 5-203-01849-9., с 623